# People's Choice Awards 2016
La 42ª edizione dei People's Choice Awards si è svolta il 6 gennaio 2016 al Microsoft Theater di Los Angeles. La cerimonia è stata presentata da Jane Lynch.
In seguito sono elencate le categorie, il relativo vincitore è stato indicato in grassetto.

## Cinema

### Film

#### Film preferito
- Fast & Furious 7 (Furious 7), regia di James Wan
- Avengers: Age of Ultron, regia di Joss Whedon
- Inside Out, regia di Pete Docter
- Jurassic World, regia di Colin Trevorrow
- Pitch Perfect 2, regia di Elizabeth Banks

#### Film drammatico preferito
- Sopravvissuto - The Martian (The Martian), regia di Ridley Scott
- Adaline - L'eterna giovinezza (The Age of Adaline), regia di Lee Toland Krieger
- Cinquanta sfumature di grigio (Fifty Shades of Grey), regia di Sam Taylor-Wood
- La risposta è nelle stelle (The Longest Ride), regia di George Tillman Jr.
- Straight Outta Compton, regia di F. Gary Gray

#### Film commedia preferito
- Pitch Perfect 2, regia di Elizabeth Banks
- L'A.S.S.O. nella manica (The DUFF), regia di Ari Sandel
- Un disastro di ragazza (Trainwreck), regia di Judd Apatow
- Spy, regia di Paul Feig
- Ted 2, regia di Seth MacFarlane

#### Film d'azione preferito
- Fast & Furious 7 (Furious 7), regia di James Wan
- Avengers: Age of Ultron, regia di Joss Whedon
- The Divergent Series: Insurgent, regia di Robert Schwentke
- Jurassic World, regia di Colin Trevorrow
- Maze Runner - La fuga (Maze Runner: The Scorch Trials), regia di Wes Ball

#### Film per famiglie preferito
- Minions, regia di Pierre Coffin e Kyle Balda
- Cenerentola (Cinderella), regia di Kenneth Branagh
- Home - A casa (Home), regia di Tim Johnson
- Hotel Transylvania 2, regia di Dženndi Tartakovskij
- Inside Out, regia di Pete Docter e Ronnie del Carmen

#### Film thriller preferito
- Taken 3 - L'ora della verità (Taken 3), regia di Olivier Megaton
- Insidious 3 - L'inizio (Insidious: Chapter 3), regia di Leigh Whannell
- Poltergeist, regia di Gil Kenan
- Il ragazzo della porta accanto (The Boy Next Door), regia di Rob Cohen
- Unfriended, regia di Levan Gabriadze

### Recitazione

#### Attore preferito in un film
- Channing Tatum
- Johnny Depp
- Robert Downey Jr.
- Chris Pratt
- Will Smith

#### Attrice preferita in un film
- Sandra Bullock
- Anne Hathaway
- Scarlett Johansson
- Melissa McCarthy
- Meryl Streep

#### Attore preferito in un film drammatico
- Johnny Depp
- George Clooney
- Matt Damon
- Will Smith
- Channing Tatum

#### Attrice preferita in un film drammatico
- Dakota Johnson
- Blake Lively
- Jennifer Lopez
- Rachel McAdams
- Kate Winslet

#### Attore preferito in un film commedia
- Kevin Hart
- Jack Black
- Robert De Niro
- Will Ferrell
- Mark Wahlberg

#### Attrice preferita in un film commedia
- Melissa McCarthy
- Anna Kendrick
- Amy Schumer
- Sofía Vergara
- Rebel Wilson

#### Attore preferito in un film d'azione
- Chris Hemsworth
- Vin Diesel
- Robert Downey Jr.
- Dwayne Johnson
- Chris Pratt

#### Attrice preferita in un film d'azione
- Shailene Woodley
- Emily Blunt
- Scarlett Johansson
- Michelle Rodriguez
- Charlize Theron

#### Voce preferita in un film d'animazione
- Selena Gomez
- Sandra Bullock
- Rihanna
- Amy Poehler
- Adam Sandler

## Televisione

### Programmi

#### Show televisivo preferito
- The Big Bang Theory
- Grey's Anatomy
- Il Trono di Spade (Game Of Thrones)
- The Voice
- The Walking Dead

#### Serie TV preferita (via cavo, pay TV)
- Homeland - Caccia alla spia (Homeland)
- Girls
- Masters of Sex
- Shameless
- Veep - Vicepresidente incompetente (Veep)

#### Serie TV drammatica preferita
- Grey's Anatomy
- Empire
- Gotham
- Le regole del delitto perfetto (How To Get Away With Murder)
- Scandal

#### Serie TV drammatica preferita (via cavo)
- Pretty Little Liars
- Bates Motel
- The Fosters
- Rizzoli & Isles
- Suits

#### Serie TV commedia preferita
- The Big Bang Theory
- 2 Broke Girls
- Mike & Molly
- Modern Family
- New Girl

#### Serie TV commedia preferita (via cavo)
- C'è sempre il sole a Philadelphia (It's Always Sunny in Philadelphia)
- Baby Daddy
- Faking It - Più che amiche (Faking It)
- Real Husbands of Hollywood
- Young & Hungry - Cuori in cucina

#### Serie TV crime drama preferita
- Person of Interest
- Bones
- Castle
- Criminal Minds
- NCIS - Unità anticrimine (NCIS)

#### Serie TV sci-fi/fantasy preferita
- Beauty and the Beast
- Arrow
- C'era una volta (Once Upon a Time)
- Supernatural
- The Vampire Diaries

#### Serie TV sci-fi/fantasy preferita (via cavo)
- Outlander
- American Horror Story
- Teen Wolf
- Il Trono di Spade (Game of Thrones)
- The Walking Dead

#### Serie TV streaming preferita
- Orange Is the New Black
- House of Cards - Gli intrighi del potere (House of Cards)
- The Mindy Project
- Transparent
- Unbreakable Kimmy Schmidt

#### Serie d'animazione preferita
- I Simpson (The Simpsons)
- American Dad!
- Bob's Burgers
- I Griffin (Family Guy)
- South Park

#### Talent show preferito
- The Voice
- America's Got Talent
- American Ninja Warrior
- Dancing with the Stars
- MasterChef

#### Nuova serie TV drammatica preferita
- Supergirl
- Blindspot
- Blood & Oil
- Code Black
- Heroes Reborn
- Limitless
- Minority Report
- The Player
- Quantico
- Rosewood
- Wicked City

#### Nuova serie TV commedia preferita
- Scream Queens
- Crazy Ex-Girlfriend
- Dr. Ken
- The Grinder
- Life in Pieces
- I Muppet (The Muppets)
- Nonno all'improvviso (Grandfathered)
- Truth Be Told

### Recitazione e conduzione

#### Attore preferito in una serie TV (via cavo)
- Kevin Hart
- Eric Dane
- Adam DeVine
- Taye Diggs
- Christian Slater

#### Attrice preferita in una serie TV (via cavo)
- Sasha Alexander
- Ashley Benson
- Hilary Duff
- Lucy Hale
- Shay Mitchell

#### Attore preferito in una serie TV (via cavo, pay TV)
- Dwayne Johnson
- Joshua Jackson
- Nick Jonas
- Matt LeBlanc
- Justin Theroux

#### Attrice preferita in una serie TV (via cavo, pay TV)
- Kristen Bell
- Claire Danes
- Lisa Kudrow
- Julia Louis-Dreyfus
- Emmy Rossum

#### Attore preferito in una serie TV drammatica
- Taylor Kinney
- Justin Chambers
- Scott Foley
- Terrence Howard
- Jesse Williams

#### Attrice preferita in una serie TV drammatica
- Ellen Pompeo
- Viola Davis
- Taraji P. Henson
- Sara Ramírez
- Kerry Washington

#### Attore preferito in una serie TV commedia
- Jim Parsons
- Jesse Tyler Ferguson
- Johnny Galecki
- Matthew Perry
- Andy Samberg

#### Attrice preferita in una serie TV commedia
- Melissa McCarthy
- Kaley Cuoco
- Zooey Deschanel
- Anna Faris
- Sofía Vergara

#### Attore preferito in una serie TV crime drama
- Nathan Fillion
- Jim Caviezel
- Mark Harmon
- LL Cool J
- Shemar Moore

#### Attrice preferita in una serie TV crime drama
- Stana Katic
- Emily Deschanel
- Mariska Hargitay
- Lucy Liu
- Pauley Perrette

#### Attore preferito in una serie TV sci-fi/fantasy
- Jensen Ackles
- Misha Collins
- Sam Heughan
- Ian Somerhalder
- David Tennant

#### Attrice preferita in una serie TV sci-fi/fantasy
- Caitriona Balfe
- Emilia Clarke
- Ginnifer Goodwin
- Lady Gaga
- Jennifer Morrison

#### Attore preferito in una nuova serie TV
- John Stamos
- Chace Crawford
- Zachary Levi
- Rob Lowe
- Josh Peck

#### Attrice preferita in una nuova serie TV
- Priyanka Chopra
- Jamie Lee Curtis
- Marcia Gay Harden
- Lea Michele
- Emma Roberts

#### Conduttore preferito di un programma diurno
- Ellen DeGeneres
- Dr. Oz
- Steve Harvey
- Rachael Ray
- Wendy Williams

#### Conduttore preferito di un talk show serale
- Jimmy Fallon
- Stephen Colbert
- James Corden
- Jimmy Kimmel
- Conan O'Brien

#### Gruppo di conduttori preferito di un programma diurno
- The Talk
- Good Morning America
- Live! with Kelly and Michael
- Today
- The View

## Musica

### Artista maschile preferito
- Ed Sheeran
- Justin Bieber
- Luke Bryan
- Nick Jonas
- The Weeknd

### Artista femminile preferito
- Taylor Swift
- Lana Del Rey
- Selena Gomez
- Demi Lovato
- Madonna

### Gruppo musicale preferito
- Fifth Harmony
- Fall Out Boy
- Imagine Dragons
- Maroon 5
- One Direction

### Artista emergente preferito
- Shawn Mendes
- Fetty Wap
- Halsey
- Tori Kelly
- The Weeknd

### Artista country maschile preferito
- Blake Shelton
- Dierks Bentley
- Luke Bryan
- Brad Paisley
- Keith Urban

### Artista country femminile preferita
- Carrie Underwood
- Miranda Lambert
- Reba McEntire
- Kacey Musgraves
- Cassadee Pope

### Gruppo musicale country preferito
- Lady Antebellum
- The Band Perry
- Florida Georgia Line
- Little Big Town
- Zac Brown Band

### Artista pop preferito
- Taylor Swift
- Kelly Clarkson
- Selena Gomez
- Demi Lovato
- Ed Sheeran

### Artista hip-hop preferito
- Nicki Minaj
- Big Sean
- Drake
- Wiz Khalifa
- Kendrick Lamar

### Artista R&B preferito
- The Weeknd
- Chris Brown
- Ciara
- Janet Jackson
- Ne-Yo

### Album preferito
- Title – Meghan Trainor
- American Beauty/American Psycho – Fall Out Boy
- Beauty Behind the Madness – The Weeknd
- If You're Reading This It's Too Late – Drake
- SSmoke and Mirrors – Imagine Dragons

### Canzone preferita
- What Do You Mean? – Justin Bieber
- Bad Blood – Taylor Swift con Kendrick Lamar
- Can't Feel My Face – The Weeknd
- Love Me like You Do – Ellie Goulding
- See You Again – Wiz Khalifa con Charlie Puth

### Icona musicale preferita
- Madonna
- Paul McCartney
- Prince
- Steven Tyler
- Stevie Wonder

## Altri premi

### Social media celebrity preferita
- Britney Spears
- Dwayne Johnson
- Anna Kendrick
- Beyoncé
- Taylor Swift

### Social media star preferita
- Matt Bellassai
- Cameron Dallas
- Frankie Grande
- Nash Grier
- Lele Pons

### Gioco mobile preferito
- Candy Crush Saga
- Despicable Me: Minion Rush
- Fruit Ninja
- Piante contro Zombi (Plants vs. Zombies)
- Temple Run

### Video game preferito
- Super Smash Bros.
- Batman: Arkham Knight
- Call of Duty: Advanced Warfare
- Grand Theft Auto V
- Minecraft

### Youtube star preferita
- Connor Franta
- Grace Helbig
- Jenna Marbles
- Tyler Oakley
- Miranda Sings

### DAILYMAIL.COM Seriously Popular Award
- Maddie Ziegler
- Cara Delevingne
- Kylie Jenner
- Ruby Rose
- Bella Thorne